# Strada provinciale 131 del Vino
La strada provinciale 131 del Vino (SP 131) è una strada provinciale della provincia di Trento.
È lunga 18,933 km  di cui:
- 7,447 km nel primo tronco tra San Michele all'Adige, Pressano e Lavis (SP 131 - 1° tronco)
- 5,75 km nel primo tronco tra Giovo, Ville di Giovo e Maso San Valentino bivio SP 131 (SP 131 - 1° tronco dir Verla)
- 4,498 km nel secondo tronco tra Cognola e Montevaccino (SP 131 - 2° tronco)
- 1,238 km nel terzo tronco tra Matterello e Romagnano (SP 131 - 5° tronco)